# Percarina
Genre
Percarina est un genre de poissons de la famille des Percidae.

## Liste des espèces
Selon FishBase (30 janv. 2016) et World Register of Marine Species (30 janv. 2016) :
- Percarina demidoffii Nordmann, 1840
- Percarina maeotica Kuznetsov, 1888 - non reconnue par ITIS (30 janv. 2016)[3]